# 500 kilomètres de Valence FIA GT 2004
Navigation
Édition précédente
Les 500 kilomètres de Valence 2004 FIA GT, disputées le 18 avril 2004 sur le circuit de Valence Ricardo Tormo, sont la deuxième manche du championnat FIA GT 2004.

## Course

### Classement de la course
Classement à l'issue de la course (vainqueurs de catégorie en gras), :
| Pos.   | Catégorie | N° | Écurie                                       | Pilotes                                                 | Châssis                     | Pneus | Tours/Abandon |
| Pos.   | Catégorie | N° | Écurie                                       | Pilotes                                                 | Moteur                      | Pneus | Tours/Abandon |
| ------ | --------- | -- | -------------------------------------------- | ------------------------------------------------------- | --------------------------- | ----- | ------------- |
| 1      | GT        | 2  | BMS Scuderia Italia                          | Fabrizio Gollin Luca Cappellari                         | Ferrari 550 GTS Maranello   | M     | 112           |
| 1      | GT        | 2  | BMS Scuderia Italia                          | Fabrizio Gollin Luca Cappellari                         | Ferrari 5.9L V12            | M     | 112           |
| 2      | GT        | 1  | BMS Scuderia Italia                          | Matteo Bobbi Gabriele Gardel                            | Ferrari 550 GTS Maranello   | M     | 112           |
| 2      | GT        | 1  | BMS Scuderia Italia                          | Matteo Bobbi Gabriele Gardel                            | Ferrari 5.9L V12            | M     | 112           |
| 3      | GT        | 29 | Reiter Engineering                           | Oliver Gavin Peter Kox                                  | Lamborghini Murciélago R-GT | M     | 112           |
| 3      | GT        | 29 | Reiter Engineering                           | Oliver Gavin Peter Kox                                  | Lamborghini 6.0L V12        | M     | 112           |
| 4      | GT        | 17 | JMB Racing                                   | Karl Wendlinger Toto Wolff Robert Lechner               | Ferrari 575 GTC             | M     | 112           |
| 4      | GT        | 17 | JMB Racing                                   | Karl Wendlinger Toto Wolff Robert Lechner               | Ferrari 6.0L V12            | M     | 112           |
| 5      | GT        | 27 | Creation Autosportif                         | Jamie Campbell-Walter Jamie Derbyshire                  | Lister Storm GT             | D     | 111           |
| 5      | GT        | 27 | Creation Autosportif                         | Jamie Campbell-Walter Jamie Derbyshire                  | Jaguar 7.0L V12             | D     | 111           |
| 6      | GT        | 7  | Ray Mallock Ltd.                             | Mike Newton Thomas Erdos                                | Saleen S7-R                 | D     | 110           |
| 6      | GT        | 7  | Ray Mallock Ltd.                             | Mike Newton Thomas Erdos                                | Ford 7.0L V8                | D     | 110           |
| 7      | N-GT      | 99 | Freisinger Motorsport                        | Sascha Maassen Lucas Luhr                               | Porsche 911 GT3 RSR (996)   | M     | 110           |
| 7      | N-GT      | 99 | Freisinger Motorsport                        | Sascha Maassen Lucas Luhr                               | Porsche 3.6L Flat-6         | M     | 110           |
| 8      | GT        | 18 | JMB Racing                                   | Ian Khan Bert Longin Thomas Bleiner                     | Ferrari 575 GTC             | M     | 110           |
| 8      | GT        | 18 | JMB Racing                                   | Ian Khan Bert Longin Thomas Bleiner                     | Ferrari 6.0L V12            | M     | 110           |
| 9      | GT        | 19 | JMB                                          | Stéphane Daoudi Antoine Gosse Andrea Garbagnati         | Ferrari 575 GTC             | M     | 108           |
| 9      | GT        | 19 | JMB                                          | Stéphane Daoudi Antoine Gosse Andrea Garbagnati         | Ferrari 6.0L V12            | M     | 108           |
| 10     | N-GT      | 62 | G.P.C. Giesse Squadra Corse                  | Fabrizio de Simone Christian Pescatori                  | Ferrari 360 Modena GTC      | P     | 107           |
| 10     | N-GT      | 62 | G.P.C. Giesse Squadra Corse                  | Fabrizio de Simone Christian Pescatori                  | Ferrari 3.6L V8             | P     | 107           |
| 11     | GT        | 10 | Zwaans GTR Racing Team                       | Christophe Bouchut Val Hillebrand Arjan van der Zwaan   | Chrysler Viper GTS-R        | D     | 106           |
| 11     | GT        | 10 | Zwaans GTR Racing Team                       | Christophe Bouchut Val Hillebrand Arjan van der Zwaan   | Chrysler 8.0L V10           | D     | 106           |
| 12     | N-GT      | 50 | Yukos Freisinger Motorsport                  | Emmanuel Collard Stéphane Ortelli                       | Porsche 911 GT3 RSR (996)   | M     | 106           |
| 12     | N-GT      | 50 | Yukos Freisinger Motorsport                  | Emmanuel Collard Stéphane Ortelli                       | Porsche 3.6L Flat-6         | M     | 106           |
| 13     | N-GT      | 77 | Yukos Freisinger Motorsport                  | Nikolai Fomenko Alexey Vasilyev                         | Porsche 911 GT3 RSR (996)   | M     | 102           |
| 13     | N-GT      | 77 | Yukos Freisinger Motorsport                  | Nikolai Fomenko Alexey Vasilyev                         | Porsche 3.6L Flat-6         | M     | 102           |
| 14     | GT        | 8  | Ray Mallock Ltd.                             | Chris Goodwin Miguel Ramos                              | Saleen S7-R                 | D     | 102           |
| 14     | GT        | 8  | Ray Mallock Ltd.                             | Chris Goodwin Miguel Ramos                              | Ford 7.0L V8                | D     | 102           |
| 15     | N-GT      | 69 | Proton Competition                           | Gerold Ried Christian Ried Maciej Marcinkiewicz         | Porsche 911 GT3 RS (996)    | D     | 102           |
| 15     | N-GT      | 69 | Proton Competition                           | Gerold Ried Christian Ried Maciej Marcinkiewicz         | Porsche 3.6L Flat-6         | D     | 102           |
| 16     | N-GT      | 57 | Vonka Racing                                 | Jan Vonka Miroslav Konôpka                              | Porsche 911 GT3 R (996)     | P     | 99            |
| 16     | N-GT      | 57 | Vonka Racing                                 | Jan Vonka Miroslav Konôpka                              | Porsche 3.6L Flat-6         | P     | 99            |
| 17     | GT        | 4  | Konrad Motorsport                            | Franz Konrad Walter Lechner, Jr. Toni Seiler            | Saleen S7-R                 | P     | 94            |
| 17     | GT        | 4  | Konrad Motorsport                            | Franz Konrad Walter Lechner, Jr. Toni Seiler            | Ford 7.0L V8                | P     | 94            |
| 18     | GT        | 28 | Graham Nash Motorsport                       | Paolo Ruberti Gabriele Lancieri Jesús Diez de Villaroel | Saleen S7-R                 | D     | 92            |
| 18     | GT        | 28 | Graham Nash Motorsport                       | Paolo Ruberti Gabriele Lancieri Jesús Diez de Villaroel | Ford 7.0L V8                | D     | 92            |
| 19     | GT        | 9  | Zwaans GTR Racing Team                       | Klaus Abbelen Henrik Roos Rob van der Zwaan             | Chrysler Viper GTS-R        | D     | 79            |
| 19     | GT        | 9  | Zwaans GTR Racing Team                       | Klaus Abbelen Henrik Roos Rob van der Zwaan             | Chrysler 8.0L V10           | D     | 79            |
| 20 DNF | GT        | 11 | G.P.C. Giesse Squadra Corse                  | Philipp Peter Fabio Babini                              | Ferrari 575 GTC             | P     | 66            |
| 20 DNF | GT        | 11 | G.P.C. Giesse Squadra Corse                  | Philipp Peter Fabio Babini                              | Ferrari 6.0L V12            | P     | 66            |
| 21 DNF | GT        | 13 | G.P.C. Giesse Squadra Corse                  | Emanuele Naspetti Mike Hezemans                         | Ferrari 575 GTC             | P     | 59            |
| 21 DNF | GT        | 13 | G.P.C. Giesse Squadra Corse                  | Emanuele Naspetti Mike Hezemans                         | Ferrari 6.0L V12            | P     | 59            |
| 22 DNF | GT        | 22 | Wieth Racing                                 | Wolfgang Kaufmann Miguel Ángel de Castro                | Ferrari 550 GTS Maranello   | D     | 58            |
| 22 DNF | GT        | 22 | Wieth Racing                                 | Wolfgang Kaufmann Miguel Ángel de Castro                | Ferrari 6.0L V12            | D     | 58            |
| 23 DNF | N-GT      | 58 | Darro Motor Racing                           | Gines Vivancos Luis Miguel Reyes                        | Ferrari 360 Modena GT       | P     | 45            |
| 23 DNF | N-GT      | 58 | Darro Motor Racing                           | Gines Vivancos Luis Miguel Reyes                        | Ferrari 3.6L V8             | P     | 45            |
| 24 DNF | GT        | 3  | Care Racing Developments BMS Scuderia Italia | Stefano Livio Enzo Calderari Lilian Bryner              | Ferrari 550 GTS Maranello   | M     | 33            |
| 24 DNF | GT        | 3  | Care Racing Developments BMS Scuderia Italia | Stefano Livio Enzo Calderari Lilian Bryner              | Ferrari 5.9L V12            | M     | 33            |
| 25 DNF | GT        | 14 | Lister Cars                                  | Patrick Pearce Paul Knapfield Tom Coronel               | Lister Storm GT             | D     | 28            |
| 25 DNF | GT        | 14 | Lister Cars                                  | Patrick Pearce Paul Knapfield Tom Coronel               | Jaguar 7.0L V12             | D     | 28            |
| 26 DNF | GT        | 5  | Vitaphone Racing Team Konrad Motorsport      | Michael Bartels Uwe Alzen                               | Saleen S7-R                 | P     | 8             |
| 26 DNF | GT        | 5  | Vitaphone Racing Team Konrad Motorsport      | Michael Bartels Uwe Alzen                               | Ford 7.0L V8                | P     | 8             |